# Calamandrana
Calamandrana – miejscowość i gmina we Włoszech, w regionie Piemont, w prowincji Asti.
Według danych na styczeń 2009 gminę zamieszkiwały 1734 osoby przy gęstości zaludnienia 136,1 os./1 km².